# Berzelia
Berzelia, biljni rod iz porodice Bruniaceae, dio reda brunijolike. Pripada mu 16 vrsta iz provincija Cape u Južnoj Africi

## Vrste
1. Berzelia abrotanoides (L.) Brongn.
2. Berzelia albiflora (E.Phillips) Class.-Bockh. & E.G.H.Oliv.
3. Berzelia alopecuroides (Thunb.) Sond.
4. Berzelia arachnoidea (J.C.Wendl.) Eckl. & Zeyh.
5. Berzelia burchellii Dümmer
6. Berzelia commutata Sond.
7. Berzelia cordifolia Schltdl.
8. Berzelia dregeana Colozza
9. Berzelia ecklonii Pillans
10. Berzelia galpinii Pillans
11. Berzelia incurva Pillans
12. Berzelia intermedia Schltdl.
13. Berzelia lanuginosa (L.) Brongn.
14. Berzelia rubra Schltdl.
15. Berzelia squarrosa (Thunb.) Sond.
16. Berzelia stokoei (E.Phillips) A.V.Hall

## Sinonimi
- Rabenhorstia Rchb.